# Penny Pitou
Pour les articles homonymes, voir Pitou.
Penny Pitou, née le 8 octobre 1938, est une skieuse alpine américaine.

## Palmarès

### Jeux olympiques d'hiver
| Épreuve / Édition         | Descente | Slalom géant | Slalom |
| JO 1956 Cortina d'Ampezzo | 34e      | 34e          | 31e    |
| JO 1960 Squaw Valley      | Argent   | Argent       | 33e    |

### Championnats du monde
| Épreuve / Édition         | Descente | Slalom géant | Slalom | Combiné |
| JO 1956 Cortina d'Ampezzo | 34e      | 34e          | 31e    | 21e     |
| Mondiaux 1958 Bad Gastein | 11e      | —            | —      | —       |
| JO 1960 Squaw Valley      | Argent   | Argent       | 33e    | 8e      |

### Arlberg-Kandahar
- Meilleur résultat : 2e place dans la slalom 1958 à Sankt Anton